# Altajer
Altajerna är en etnisk grupp av turkiskt folk som finns i den sibiriska Altajrepubliken och Altaj kraj och omgivande områden av Tuva och Mongoliet. För alternativ etymologi se också Teleut, Tele, Telengit, Bergskalmuckiska, Vit kalmuckiska, Svart tatariska, Oirat/Oirot. 
Altajerna tillhör den altaiska familjen har tre grenar: mongolfolk, turkfolk och tunguser. Den altaiska språkgruppen utgörs av ungefär 167 miljoner människor och domineras främst turkspråkiga. Altajerna anses härstamma från hunnerna, som enligt många historiker var ett turkfolk. De benämns altajer eftersom de bodde runt bergskedjan Altaj. Folket var ursprungligen nomaniserande med en livsstil baserad i jakt, fångst och boskapsskötsel (främst nötkreatur, får, getter), men många av dem blev bofasta som ett resultat av det ryska inflytandet. Religiöst är en minoritet altajer fortfarande tengriter och schamanister medan en majoritet har konverterat till den ortodoxa läran (Den Altaiska missionen formerades under Sankt Makarij Glucharev, en altaisk apostel). År 1904 uppstod en så kallad religiös rörelse Ak Jang eller Burkhamism, kanske som svar på den ryska kolonisationen.